# Steam Spy
Steam Spy — сайт, созданный Сергеем Галёнкиным в апреле 2015 года. Steam Spy использует программный интерфейс (API) к магазину Steam корпорации Valve для оценки объёмов продаж предлагаемых в нём программных продуктов (чаще всего это компьютерные игры). Оценка основывается на множестве запросов к профилям пользователей Steam для того, чтобы определить, какими продуктами они обладают и на основании этих данных собирается статистика, позволяющая определить общий объём продаж по тем или иным позициям. Разработчики продаваемых программ сообщают, что алгоритмы сервиса получают данные с точностью в пределах 10 %. В то же время, Сергей Галёнкин предостерегает в использовании своих оценок в финансовых прогнозах и при принятии важных для бизнеса решений.
11 апреля 2018 года Valve объявила, что настройки приватности Steam расширены, что предоставило возможности скрыть общее время в играх и список желаемого. Помимо этого, компания изменила методы отображения покупок. Сергей Галёнкин сообщил, что изменения стали настолько кардинальными, что Steam Spy перестал получать данные в текущем виде, и в связи с этим обновление данных сервиса было приостановлено.

## Концепт и история
Отслеживание продаж компьютерных игр является предметом повышенного интереса со стороны индустрии компьютерных игр, но он не так устойчив, как это происходит в других отраслях, например для рейтинговой системы Nielsen телевидения или Billboard в музыке. Для оценки розничных и цифровых продаж компьютерных игр существует сервис NPD Group, но он для доступа к данным требует оплаты, и при этом не может разделить объёмы продаж для разных платформ. Такие сайты, как VG Chartz пытались собрать подробную статистику о продажах на основе внешне доступных данных, но их агрегация сопровождалась проблемами. Для цифровой дистибуции Steam является крупнейшим клиентом, для которого можно получить данные о цифровых продажах игр на платформых Microsoft Windows, OS X и Linux. Как правило, объёмы продаж компьютерных игр и другого программного обеспечения, предлагаемые в Steam, являются конфиденциальными данными между Valve и издателями и разработчиками. Информацию о продажах разработчики и издатели могут публиковать по желанию, Valve предлагает пользователям только статистические данные о наиболее продаваемых и популярных играх, но более этого не публикуется. Сергей Галёнкин отмечает, что в то время как в киноиндустрии субсидирование происходит от финансовых компаний, которые более открыты по предоставлению данных о своих экономических результатах, то финансирование компьютерных игр идёт от множества нетрадиционных источников, и это приводит к тому, что на этом рынке данные о продажах замалчиваются.

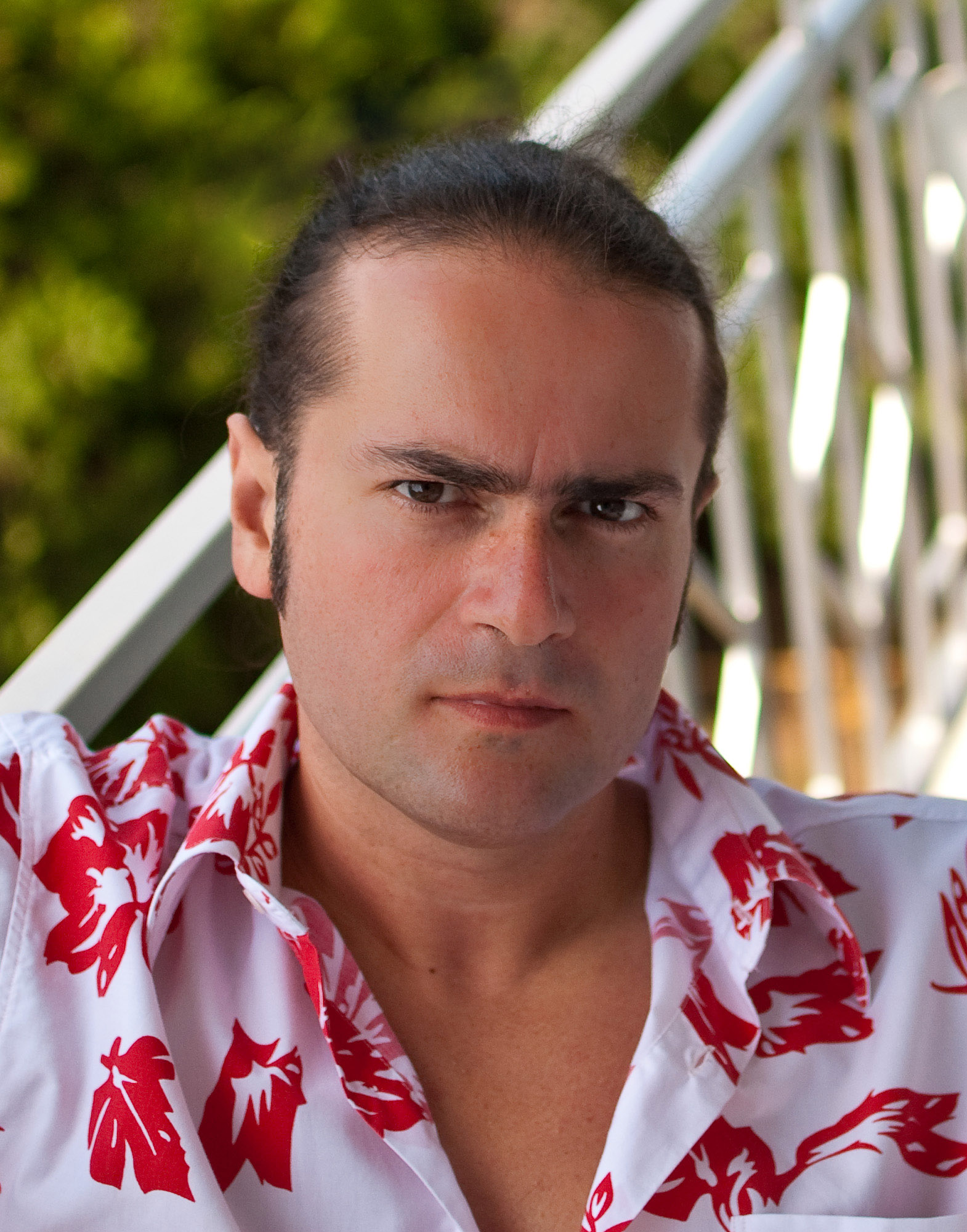
Создатель сайта, Сергей Галёнкин

Изначально идея Steam Spy исходила от аналогичного подхода, который использовался Кайлом Орландом (англ. Kyle Orland) на сайте Ars Technica для функции Steam Gauge, работающей с апреля 2014 года. Steam Gauge использует API Steam для того, чтобы получить доступ к профилям пользователей и к их списку купленных игр. Во время создания данной функции в Steam было более 170 миллионов учётных записей, и это сделало опрос всего списка игр нецелесообразным. Поэтому разработчики решили опрашивать от 80 000 до 90 000 пользователей каждый день для того, чтобы получить списки игр и далее сделать оценку по статистике выборок для каждой игры. По первоначальному подсчёту Ars Technica погрешность должна была составить 0,33 %.
Сергея Галёнкина вдохновила функция Steam Gauge на создание Steam Spy. В это время он работал в должности ведущего аналитика в Wargaming.net. Steam Spy использует такой же подход выборки небольшого процента учётных записей Steam (приблизительно от 100 000 до 150 000 в день методом снежного кома). Собранные данные обрабатываются в ночное время для создания визуализаций, используемых на сайте, и таким образом предлагаются текущие игровые тенденции. Сергей Галёнкин отмечает, что как и Steam Gauge, Steam Spy подвержен ошибкам выборки, поэтому данные недавно выпущенных игр или игр с низким объёмом продаж вряд ли будут иметь точные оценки. Вместе с тем подход через опросы учётных записей подвержен рекламным акциям Valve, например, если игра предлагается бесплатно в выходные дни — в этот период игра появляется в множестве профилей Steam и это увеличивает счётчики статистики по продажам. Алгоритмы Сергея Галёнкина также оценивают количество времени, в течение которого каждый пользователь играл в ту или иную игру, и таким образом формируется оценка игрового времени по играм.
По состоянию на сентябрь 2016 года Сергей Галёнкин работает над сайтом и планирует добавление нескольких важных функций, что происходит параллельно с его нынешней должностью руководителя издательства в Восточной Европе в Epic Games.

## Влияние
Сергей Галёнкин сообщает, что его оценки продаж хорошо подтверждены несколькими разработчиками. Представители Gamasutra отмечают, что разработчики, с которыми они говорили, также согласны с тем, что статистика Steam Spy «примерно правильная». Несколько разработчиков, выступая на PCGamesN, заявили, что Steam Spy обладает точностью в пределах 10 % от фактических показателей для игр с объёмом продаж более чем нескольких тысяч копий, но в то же время точность снижается у менее продаваемых продуктов. Сам Сергей Галёнкин говорит, что для игр с объёмом продаж менее 30 000 нужно относиться с осторожностью. Дейв Гилберт из Wadjet Eye Games отметил, что разработчики должны аккуратно относиться к использованию данных Steam Spy для финансовых прогнозов, так как статистический анализ не учитывает различную стоимость игры при покупке, так как она может быть разной из-за распродаж, подарков, рекламных акций разработчиков и других мероприятий. Издатель компьютерных игр, пожелавший остаться неизвестным в интервью Gamasutra, похвалил Steam Spy, так как ресурс часто использовался для отслеживания тенденций, и при этом заявил, что «по большому счёту, данные каждой отслеживаемой игры были в пределах заявленной ошибки». Однако, дополнительно издатель отметил, что данные Steam Spy никогда не должны использоваться изолированно при принятии критически важных решений относительно разработки или маркетинга. Сергей Галёнкин же предупреждает о точности данных Steam Spy, ставя её рядом точностью политических опросов, но при этом полагает, что ресурс достаточно точен для общего анализа тенденций и для широко распространяемых игр.
До августа 2016 года Сергей Галёнкин выполнял все требования от разработчиков и издателей по удалению игр из своей системы слежения; в качестве примеров выступают Kerbal Space Program и все игры, опубликованные Paradox Interactive. Когда Paradox Interactive запросила удаление в июне 2016 года, то представитель компании Шамс Джорьяни (англ. Shams Jorjani) сообщил, что они видели «ошибочные» бизнес-планы от разработчиков, которые ищут поддержку своих издателей, основываясь исключительно на данных, опубликованных в Steam Spy. Однако, в августе 2016 года Сергей Галёнкин отменил своё решение и вернул статистику ранее удалённых игр. Это было сделано после того, как Techland попросила удалить свои игры с сайта, так как это побудило его к тому, что Steam Spy по мнению автора должен быть инструментом опроса для разработчиков игр, а не заниматься фиксацией точных данных о продажах. По комментарию Сергея Галёнкина, «удаление нескольких важных независимых игр из сервиса повредит всем остальным, но при этом не обязательно принесёт пользу издателям удалённых игр». Сергей Галёнкин отметил, что не было юридического требования скрывать эти данные, которые не связаны с конфиденциальностью, а также он посчитал, что разработчику не будет вреда из-за раскрытия этой информации. Один из латиноамериканских разработчиков сообщил Gamasutra, что его компания обеспокоена тем, что Steam Spy показывает высокие продажи их игры, так как это потенциально может привести к тому, что в их регионе их офисы могут стать объектами для кражи.
Steam Spy используется для количественной оценки тенденций продаж компьютерных игр. Например, когда Valve в середине 2015 года представила возможность покупателям запрашивать возмещение за любую игру в определённые время после покупки, то Сергей Галёнкин заметил, что большинство игр получили небольшое увеличение продаж, и предположил, что политика возврата позволила пользователям стать более открытыми к возможности попробовать поиграть в игры. Сергей Галёнкин также отметил, что игры с использованием программы раннего доступа в Steam обычно имели самые большие продажи в момент выхода в раннем доступе, а не во время окончательного выпуска. Данные Сергея Галёнкина, основанные на двухнедельном периоде в августе 2015 года, показывают, что пользователи Steam чаще всего проводят время в играх, опубликованных Valve, в частности Dota 2, Counter-Strike: Global Offensive и Team Fortress 2. Steam Spy может отслеживать число одновременно играющих для каждой игры с течением времени, что позволяет ему определять «фактор шумихи» (англ. hype factor) и «фактор сюрприза» (англ. surprise factor) на основании того, насколько их базовая группа уменьшилась или выросла соответственно после выпуска и как коррелировала с объёмом продаж.